# Kàmenka (Volgograd)
Kàmenka (en rus: Каменка) és un poble (un khútor) de l'óblast de Volgograd, a Rússia, segons el cens del 2010 tenia 51 habitants.